# Kruszowice (gromada)
Kruszowice – dawna gromada, czyli najmniejsza jednostka podziału terytorialnego Polskiej Rzeczypospolitej Ludowej w latach 1954–1972.
Gromady, z gromadzkimi radami narodowymi (GRN) jako organami władzy najniższego stopnia na wsi, funkcjonowały od reformy reorganizującej administrację wiejską przeprowadzonej jesienią 1954 do momentu ich zniesienia z dniem 1 stycznia 1973, tym samym wypierając organizację gminną w latach 1954–1972.
Gromadę Kruszowice z siedzibą GRN w Kruszowicach utworzono – jako jedną z 8759 gromad na obszarze Polski – w powiecie oleśnickim w woj. wrocławskim, na mocy uchwały nr 23/54 WRN we Wrocławiu z dnia 2 października 1954. W skład jednostki weszły obszary dotychczasowych gromad Kruszowice i Paczków ze zniesionej gminy Miłocice oraz Kijowice i Solniki Małe ze zniesionej gminy Solniki Wielkie, a także miejscowość Karwiniec z miasta Bierutów – w tymże powiecie. Dla gromady ustalono 10 członków gromadzkiej rady narodowej.
31 grudnia 1959 z gromady Kruszowice wyłączono wieś Karwiniec, włączając ją z powrotem do miasta Bierutowa w tymże powiecie.
31 grudnia 1961 gromadę zniesiono, a jej obszar włączono do gromad: Solniki Wielkie (wsie Solniki Małe i Kijowice) i znoszonej Miłocice (wsie Kruszowice i Paczków) w tymże powiecie.